# 國際特赦組織台灣分會
國際特赦組織台灣分會（英語：Amnesty International Taiwan，AI Taiwan），為台灣一個人权倡議型的非政府组织，是國際特赦組織轄下的全球分支機構之一，1994年方正式向中華民國政府提出登記獲准。除了參與全球性的人權倡議運動外，該組織也致力於提升台灣的人權發展，推動人權教育，以建立尊重人權的社會。國際特赦組織台灣分會秘書處設於臺北市。

## 歷史
國際特赦組織（Amnesty International，縮寫AI）於1961年成立後，鑑於台灣當時正實施《戒嚴令》，在威權政府統治下存在大量政治迫害案件，自1960年代即開始關注台灣良心犯，例如1964年臺大教授彭明敏及其學生謝聰敏、魏廷朝、1979年美麗島事件等案，國際特赦組織都曾派研究員抵臺調查或旁聽審判，並動員各國會員奔走營救。
1987年，蔣經國總統下令解嚴，政治氣氛逐步開放，臺灣各地人權工作者和曾受國際特赦組織救援的人士，亟思提升臺灣人權保障，並對國際社會有所回饋，乃著手成立國際特赦組織分支機構。
自1989年起，臺北、高雄等地陸續成立AI小組(AI Group)，隨著會員人數的增加與組織的擴充，為協調整合臺灣內各小組的救援工作，國際特赦組織同意臺灣各地AI小組共同組成「國家協調委員會」（National Coordination Committee），階段性重要工作是要在政府登記註冊。因為當時台灣人民團體主管單位內政部規定：全國性人民團體不得以「臺灣」之名登記，因此在「國際特赦組織總會國際秘書處」（International Secretariat, IS）登記預定命名為「台灣分會」（AI TAIWAN）時，到政府登記時權宜起見必需變成「中華民國總會」。當時此事引發了部分會員不同意見，多數臺灣會員以階段性任務為優先，1994年5月依法完成政府立案登記，成立「國際特赦組織中華民國總會」。
隨後在國際特赦組織國際秘書處內即升格為分會（Section）。「國際特赦組織中華民國總會」1994年正式成立時，首任會長郭衣洞（筆名柏楊）為了尋求多數會員共識，曾宣告：「當政府允許時，我們立即更名為台灣分會。」1999年7月在高雄的會員年度大會中，經會員大會決議更名為「國際特赦組織台灣總會」，已通過向內政部更名。2011年再按照AI全球各分會名稱使用慣例，更名為「國際特赦組織台灣分會」。
歷屆理事長包括柏楊、蔡明殿、李勝雄、黃文雄等人，以及立法委員暨閃靈樂團主唱林昶佐。

## 小組
國際特赦組織台灣分會的成員除了會員與理監事會、秘書處等之外，尚有許多分散在台灣各地、以不同地區或職業別等所發起的小組。小組本身雖有立案登記於分會，但不隸屬分會管轄，小組成員也不一定是分會會員；目前，分會正致力於朝整合各小組的方向前進，也試圖加強小組間的橫向聯繫。
台灣分會目前仍有在運作的小組大約30個，各小組人數多寡不一。較具規模與名氣的小組包括32小組（台灣不會忘記）、34小組（台灣廢除死刑推動聯盟）、39小組（台南小組）等等；近期也在各高中、大專院校內成立校園倡議小組。

## 立場
國際特赦組織台灣分會對於各議題的態度大致遵循總會的立場，除了著力於人權教育、釋放政治犯的倡議外，分會對於當地不少的時下議題也有表態支持，包括同性婚姻等。

### 廢除死刑
國際特赦組織自1977年開始推動全球廢除死刑運動，其理由包括：死刑違反生命權，並且是極端殘忍、不人道且有辱人格的刑罰；死刑的適用常帶有歧視性，被不成比例地用於弱勢群體；死刑判決過程常不公正；死刑常發生誤判，其執行結果不可回復；死刑實際上無法嚇阻犯罪；廢除死刑有助於改變暴力文化，進而消弭暴力犯罪。在人權組織推動下，全球已有近半數國家完全廢除死刑，聯合國大會更自2007年起連續通過決議，要求各國停止執行死刑。台灣是亞洲少數仍持續執行死刑的國家之一。台灣AI成員自1990年代起即開始廢除死刑的倡議，1995年在國際特赦組織國際執行委員會(International Executive Committee, IEC)特別批准之下，曾參與救援蘇建和案。

### 國內政治中立
國際特赦組織台灣分會發軔於臺灣白色恐怖時期，例如首屆理事長郭衣洞即為一位著名政治犯，延續至今，許多重要幹部來自民主運動過程中的反對陣營，有其歷史背景因素。但在各國政治敏感氛圍中，AI各國會員須遵守不得救援本國良心犯個案的原則。該原則不但保護會員免受政府的壓力或迫害，也避免各國分會因主事者個人政治立場與政府間發生衝撞，使AI免於成為政治黨派的工具。為了維護政治中立，AI除宣示「獨立於任何政府、政治意識形態、經濟利益和宗教信仰」，「不支持或反對任何政府或政治體系，也不支持或反對我們所欲保護其權利者的觀點」，因此國際特赦組織不受任何政府、政治派系或宗教派系的支配，並且在財政上嚴格遵守不接受政府及任何企業的捐助。
台灣分會在創立初期原本每年接受倫敦總部經費補助。1996年6月9日在年度會員大會上通過一項決議，決定台灣分會今後不可再向總部申請經費補助，所有預算須由本地募款。

### 聲援中國異議人士

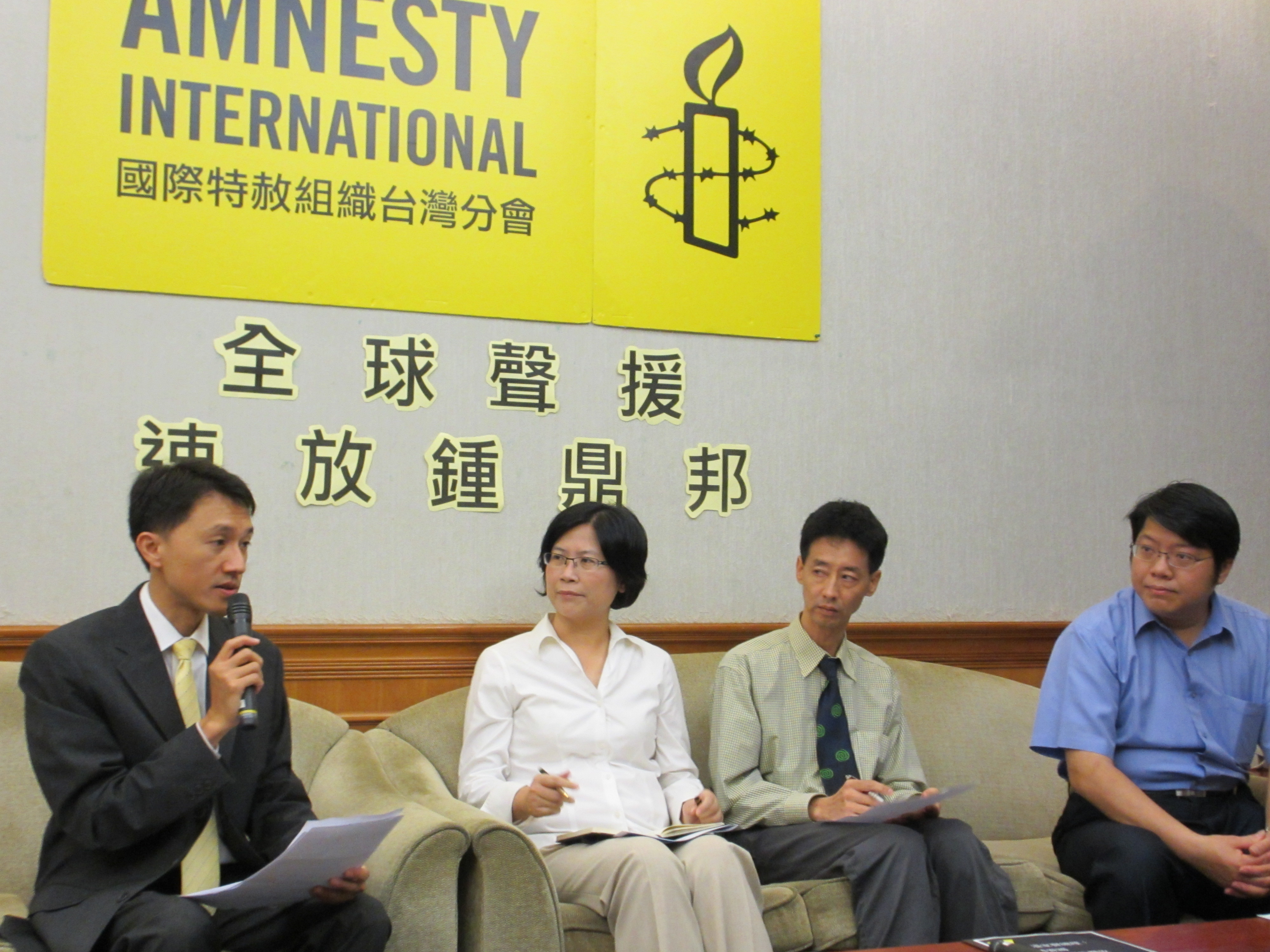
國際特赦組織台灣分會聲援被捕台商鍾鼎邦記者會

國際特赦組織常年以來的默契是不營救本國政治犯，以免分會遭執政當局找麻煩。林昶佐接任理事長後積極參與國際會務，成為亞太主席代表，並經倫敦總部確認台灣分會可聲援中國良心犯。讓無法聲援朝鮮政治犯的韓國覺得很羨慕。林昶佐說，先主動關心其他國家的狀況，累積國際處境。

## 發行刊物
WIRE雜誌國際中文版
國際特赦組織所發行之人權雜誌雙月刊「WIRE」，其國際中文版長期由台灣分會翻譯發行，讀者包括臺灣、北美、香港、中國、馬來西亞、新加坡等地區的華文讀者。2015年以後改以季刊方式發行。

## 註解
1. ↑  台灣分會近幾年來每年均派隊參與臺灣同志遊行。

## 外部連結
- 國際特赦組織臺灣分會 （页面存档备份，存于）
  - 國際特赦組織 台灣分會 Amnesty International Taiwan的Facebook專頁
  - 國際特赦組織台灣分會｜Amnesty TW的Instagram帳戶
  - 國際特赦組織台灣分會的X（前Twitter）
  - YouTube上的國際特赦組織台灣分會 Amnesty International Taiwan頻道
- 國際特赦組織總部網站（页面存档备份，存于）（英文）
  - Amnesty International的Facebook專頁
  - Amnesty International的Instagram帳戶
  - Amnesty International的X（前Twitter）
  - YouTube上的Amnesty International 頻道